# Gaetanus tenuispinus
Gaetanus tenuispinus är en kräftdjursart som först beskrevs av Georg Ossian Sars 1900.  Gaetanus tenuispinus ingår i släktet Gaetanus och familjen Aetideidae. Inga underarter finns listade i Catalogue of Life.